# 碧水公园

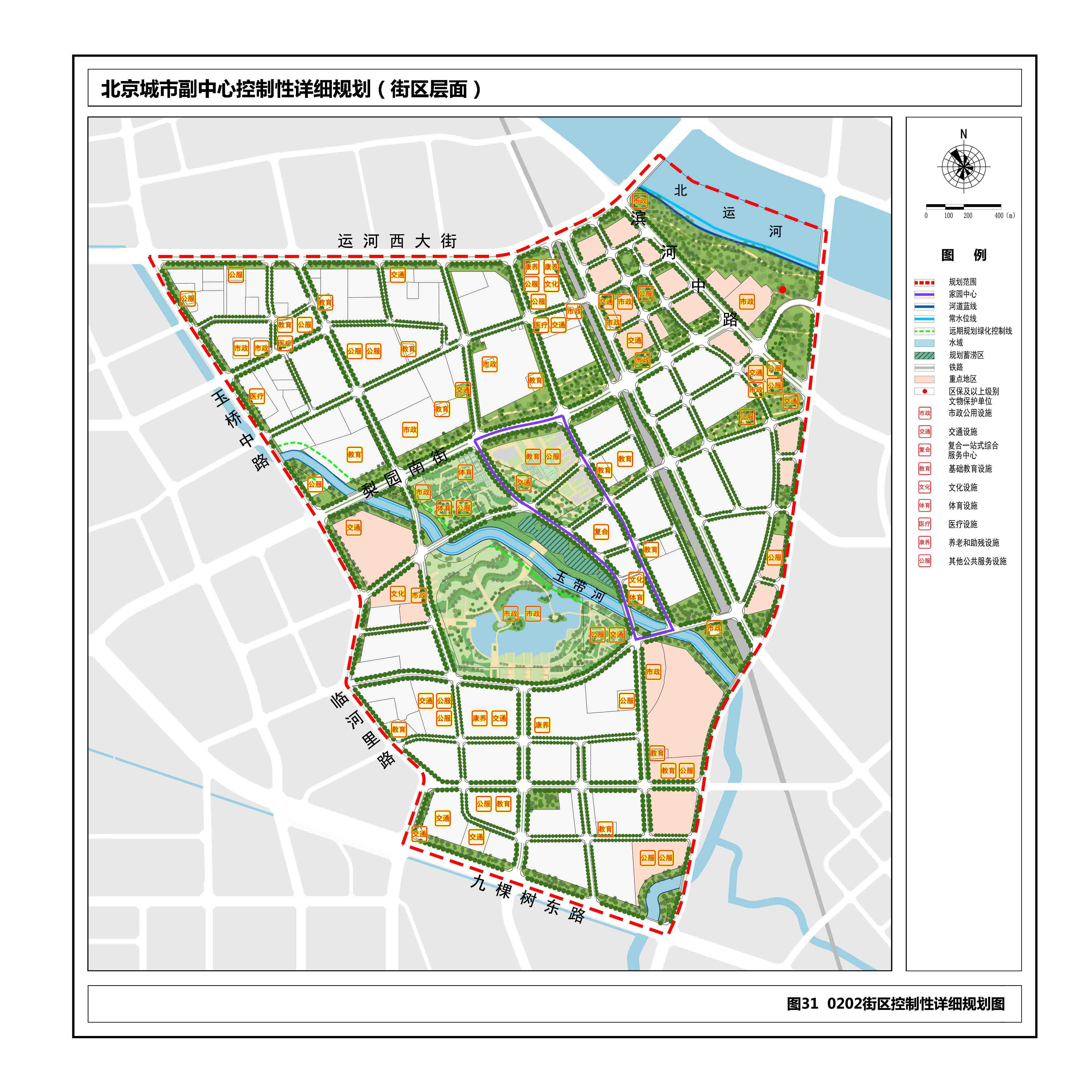
《北京城市副中心控制性详细规划（街区层面）（2016年—2035年）》 0202街区规划图则

碧水公园是一座规划中的位于北京市通州区梨园镇的湿地公园，达676亩，位于城市绿心森林公园的西侧。
现在，此地地下是碧水污水处理厂。公园将在污水处理厂地上建设。污水在经过此处理厂17到20个小时的处理后，变成中水，用于河道补水、城市浇洒、市政灌溉、电厂冷却用水等。北京环球主题公园也计划采用此污水处理厂生产的中水。公园已经完成设计，开始建设，预计一两年建成。污水处理厂内还将建设关于水环境治理的环保科普培训教育基地。